# 乌兹别克斯坦人权
乌兹别克斯坦人权被人权观察描述为“糟糕透顶”，该国因涉嫌在地区和国家层面上对持不同政见者任意逮捕、实行宗教迫害和政府参与实施酷刑而受到英国和美国的严厉批评。